# Taijin kyofusho
Taijin kyofusho (対人恐怖症), ook wel mask disease is een psychische aandoening, een angstcomplex dat voornamelijk voorkomt in Japan. De aandoening uit zich in teruggetrokken gedrag uit angst een ander te mishagen, irriteren of in verlegenheid te brengen door het eigen voorkomen, de geur, een gelaatsuitdrukking enzovoort. Japanse psychiaters beschouwen de aandoening doorgaans als een pathologisch overdreven onderdanigheid. Taijin kyofusho onderscheidt zich dus van de Westerse sociale fobie, waarbij de lijder bang is om zelf afgewezen of in verlegenheid gebracht te worden.
Als niet-westerse aandoening staat taijin kyofusho niet specifiek omschreven in het DSM, maar bepaalde symptomen of subtypen vertonen wel overeenkomst met in het DSM geclassificeerde aandoeningen.
Het Japanse psychiatrische classificatiesysteem onderscheidt vier subtypen:
- sekimen-kyofu (bloosangst, vgl. sociale fobie)
- shubo-kyofu (angst voor lichamelijke misvormingen, vgl. dysmorfofobie)
- jikoshisen-kyofu (angst voor oogcontact)
- jikoshu-kyofu (angst voor eigen slechte lichaamsgeur)